# Якуп Андреасен
Якуп Андреасен (фар. Jákup Andreasen, нар. 31 травня 1998) — фарерський футболіст, півзахисник клубу «Клаксвік» та національної збірної Фарерських островів.

## Клубна кар'єра
Якуп Андреасен народився 1998 року, та є вихованцем футбольної школи клубу «Клаксвік». Дорослу футбольну кар'єру розпочав 2014 року в основній команді того ж клубу, кольори якої захищає й донині. З 2014 року зіграв у складі клубу 177 матчів у чемпіонаті Фарерських островів, в яких відзначився 19 забитими м'ячами.

## Виступи за збірні
У 2013 році Якуп Андреасен дебютував у складі юнацької збірної Фарерських островів (U-17), загалом на юнацькому рівні взяв участь у 10 іграх.
Протягом 2016—2019 років Андреасен залучався до складу молодіжної збірної Фарерських островів, на молодіжному рівні зіграв у 15 офіційних матчах, забив 2 голи.
У 2020 році Якуп Андреасен дебютував у складі національної збірної Фарерських островів. Станом на середину липня 2022 року зіграв у складі збірної 12 матчів, у яких відзначився 1 забитим м'ячем.
| Дата       | Місто                  | Господарі         | Результат | Гості             | Турнір                               | Голи | Примітки |
| ---------- | ---------------------- | ----------------- | --------- | ----------------- | ------------------------------------ | ---- | -------- |
| 6-9-2020   | Андорра-ла-Велья       | Андорра           | 0 – 1     | Фарерські острови | Ліга націй УЄФА 2020-2021 - 1-й етап | -    | 87'      |
| 28-3-2021  | Відень                 | Австрія           | 3 – 1     | Фарерські острови | Відбір до ЧС 2022                    | -    | 59'      |
| 31-3-2021  | Глазго                 | Шотландія         | 4 – 0     | Фарерські острови | Відбір до ЧС 2022                    | -    | 69'      |
| 4-6-2021   | Торсгавн               | Фарерські острови | 0 – 1     | Ісландія          | товариський матч                     | -    | 78'      |
| 1-9-2021   | Торсгавн               | Фарерські острови | 0 – 4     | Ізраїль           | Відбір до ЧС 2022                    | -    | 64'      |
| 7-9-2021   | Торсгавн               | Фарерські острови | 2 – 1     | Молдова           | Відбір до ЧС 2022                    | -    | 64'      |
| 12-11-2021 | Копенгаген             | Данія             | 3 – 1     | Фарерські острови | Відбір до ЧС 2022                    | -    |          |
| 15-11-2021 | Нетанья                | Ізраїль           | 3 – 2     | Фарерські острови | Відбір до ЧС 2022                    | -    | 70'      |
| 29-3-2022  | Сан-Педро-дель-Пінатар | Фарерські острови | 1 – 0     | Ліхтенштейн       | товариський матч                     | -    | 46'      |
| 4-6-2022   | Стамбул                | Туреччина         | 4 – 0     | Фарерські острови | Ліга націй УЄФА 2022-2023 - 1-й етап | -    | 53'      |
| 7-6-2022   | Торсгавн               | Фарерські острови | 0 – 1     | Люксембург        | Ліга націй УЄФА 2022-2023 - 1-й етап | -    | 85'      |
| 11-6-2022  | Торсгавн               | Фарерські острови | 2 – 1     | Литва             | Ліга націй УЄФА 2022-2023 - 1-й етап | 1    | 66'      |
| Усього     |                        | Матчів            | 12        |                   | Голів                                | 1    |          |

## Титули і досягнення
- Чемпіон Фарерських островів (4):

«Клаксвік»: 2019, 2021, 2022, 2023
- Володар Кубка Фарерських островів (1):

«Клаксвік»: 2016
- Володар Суперкубка Фарерських островів (3):

«Клаксвік»: 2020, 2022, 2023